# Сант-Анджело-дель-Песко
Сант-Анджело-дель-Песко (итал. Sant'Angelo del Pesco) — коммуна в Италии, располагается в регионе Молизе, в провинции Изерния.
Население составляет 416 человек (2008 г.), плотность населения составляет 28 чел./км². Занимает площадь 15 км². Почтовый индекс — 86080. Телефонный код — 0865.
Покровителем коммуны почитается святой архангел Михаил, празднование 29 сентября.

## Демография
Динамика населения:

## Администрация коммуны
- Официальный сайт: http://www.comune.santangelodelpesco.is.it